# Josef Suk (skladatelj)
Josef Suk, češki skladatelj in violinist, * 4. januar 1874, Křečovice pri Pragi, † 29. maj 1935, Benešov blizu Prage.

## Življenje
Josef Suk je po letu 1922 predaval kompozicijo na praškem konservatoriju in tam je poleg Bohuslava Martinuja in drugih pomembnih čeških skladateljev učil tudi slovenska skladatelja Pavla Šivica in Demetrija Žebreta. Suk je prvi glasbeni pouk je prejel od očeta, ki je bil učitelj. Ko mu je bilo enajst let, se je vpisal na konservatorij v Pragi. Postal je izvrsten violinist – igral je drugo violino v kvartetu violončelista Hanuša Wihana, ki mu je Dvořák posvetil svoj koncert za violončelo. Kvartet se je leta 1918 preimenoval v Češki godalni kvartet in Suk je do leta 1933 z njim nastopil štiritisočkrat. Med študijem kompozicije pri Antoninu Dvořáku se je Suk zaljubil v njegovo hčer Otilijo in jo zasnubil. Dvořák je Suka sicer cenil – imel ga je za svojega najbolj nadarjenega učenca, povrhu tega pa ju je družila strast do vlakov – poroke pa sprva vendarle ni dovolil, ker ni hotel, da bi se njegova hči poročila z glasbenikom. Navsezadnje je  popustil in ob tej priložnosti je Suk ustvaril eno svojih najlepših del, Serenado za godala. V mladostnem obdobju se je skladatelj držal romantičnega sloga svojega učitelja, življenjske in umetniške idile pa je bilo konec, ko je leta 1904 umrl Dvořák, leta 1905 pa še Otilija, ki je imela srčno napako. Suk ženine smrti nikoli ni povsem prebolel. Tastovemu in njenemu spominu je posvetil žalno simfonijo Azrael (ime biblijskega angela smrti) v petih stavkih, v kateri se je začel oddaljevati od romantike in stopil na pot, ki ga je privedla do politonalnosti in sodobnejše glasbene govorice. 

## Kronološki seznam skladb
- 1888 Godalni kvartet (0), d mol (Barcarolla v B duru & Andante con moto sta ohranjena)
- 1889 Klavirski trio, c mol, op. 2 (rev. 1890-91)
- 1890 Balada, d mol, za godalni kvartet ali za violino in klavir
- 1890 Balada, d mol, op. 3, št. 1, violončelo in klavir (rev. 1898)
- 1890 Serenada v A, violončelo in klavir, op. 3, št. 2  (rev. 1898)
- 1891 Tri pesmi brez besed, za klavir
- 1891 Klavirski kvartet, a mol, op. 1
- 1891-92 Dramatična uvertura, op. 4, za orkester
- 1891-93 Šest skladb za klavir, op. 7
- 1892 Fantazija-poloneza, za klavir, op. 5
- 1892 Serenada za godala, Es dur, op. 6
- 1893 Melodija za mlade violiniste, za 2 violini
- 1893 Klavirski kvintet, g mol, op. 8 (rev. 1915)
- 1894 Zimska pravljica, uvertura za orkester (po Shakespeareu), op. 9 (rev. 1926)
- 1894 Humoreska v C, za klavir (ali 1897)
- 1895 Stran iz albuma, za klavir
- 1895 Pet razpoloženj, op. 10, za klavir
- 1895-96 8 skladb, op. 12, za klavir
- 1896 Godalni kvartet št. 1, B dur, op. 11 : Finale Allegro Giocoso (druga verzija; rev. 1915)
- 1896 Godalni kvartet št. 1, op. 11
- 1897 Sonatina za klavir, g mol, op. 13 : Andante, vključen v skladbi Štiri epizode za klavir
- 1897 Suita za klavir, op. 13 (rev. 1900 kot op. 21)
- 1897 Klavirska sonatina v g molu: priredba: Menuet, za godalni kvartet
- 1897 Vaška serenada za klavir
- 1897-98 (op. 16, rev. 1912) Raduz & Mahulena: pravljična suita za orkester
- 1897-99 (op. 14) Simfonija v E duru
- 1898 op. 14 Bagatela (izvirno tretji stavek Simfonije št. 1, E dur), za klavir
- 1900 op. 17 Štiri skladbe za violino in klavir
- 1901 op. 20 a(priredba: 1911/2) Pod jablano, kantata na Zeyerjeva besedila, za mezzo-sopran & orkester
- 1902 op. 22a Pomlad, pet skladb za klavir
- 1902 op. 22b Poletne impresije, tri skladbe za klavir
- 1902 op. 23 Elegija za violino, violončelo, godalni kvartet, harmonij in harfo; prirejeno tudi za klavirski trio
- 1903 op. 24 Fantazija v g molu, za violino in orkester
- 1903 op. 25 Fantastični scherzo, za orkester
- 1904 op. 26 Praga, simfonična pesnitev, za orkester
- 1905-6 op.27 Simfonija št. 2 »Azrael«
- 1907 op. 28 O materi, pet skladb za klavir
- 1907-8 op. 29 Poletna pravljica, za orkester
- 1909 Ella-polka, vključena v Štiri epizode za klavir
- 1909 op. 30 Reči so živele in sanjale, 10 skladb za klavir
- 1909 Šoanska šala, za klavir
- 1910-12 op. 33 Šest uspavank, za klavir
- 1911 op. 31 Godalni kvartet št. 2
- 1912-17 op. 34 Zorenje, simfonična pesnitev za orkester
- 1914 op. 35a Meditacija na koral Saint Wenceslas, godala ali godalni kvartet
- 1917 Bagatela - »Nosegay in Hand«, flavta, violina in klavir
- 1919 Stran iz albuma, vključena v Štiri epizode za klavir
- 1919 Menuet, za violino in klavir
- 1919-20 op. 35b Legenda mrtvih zmagovalcev, komemoracija za orkester
- 1919-20 op. 35c Novemu življenju naproti, sokolska koračnica, za orkester
- 1920 op. 36 O prijateljstvu, za klavir
- 1920-29 op. 37 (rev. 1930-33) Epilog, besedilo: Zeyer in psalmi, za sopran, bariton, bas, mešani zbor in orkester
- 1924 O božičnem dnevu, vključen v Štiri epizode za klavir
- 1932 Pod Blanikom, koračnica (priredba - Kalas), za orkester
- 1935 Sousedska, za 5 violin, kontrabas, činele, triangel, basovski in vojaški boben